# Vespa LX

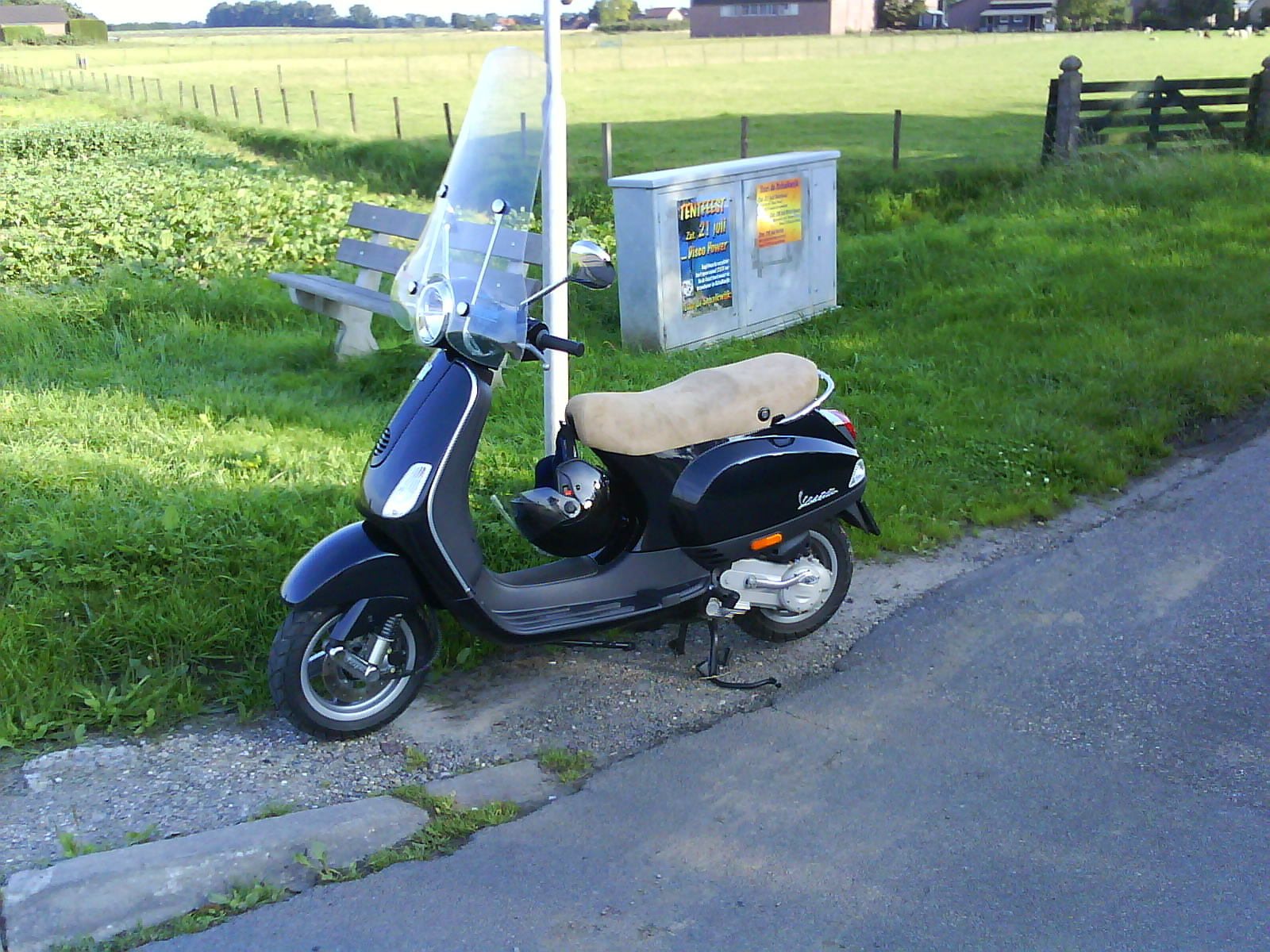
Vespa LX met een optioneel windscherm

De Vespa LX is een scootermodel van het Italiaanse motor-, scooter- en bromfietsenmerk Piaggio. Het is het 139e Vespamodel sinds 1946 en vertegenwoordigt volgens Piaggio 60 jaar vormgeving. Vandaar de typeaanduiding met de Romeinse cijfers LX, wat voor 60 staat.
De vormgeving is zowel modern als tijdloos bedoeld. Er komen in het ontwerp dan ook veel stijlelementen uit de voorgaande modellen uit de Vespaserie terug. De carrosserie is net als bij alle voorgaande Vespa's van metaal vervaardigd. De LX is zo ontworpen dat de eigenaar hem met diverse beschikbare accessoires (zoals een windscherm, leren zadel, chroompakket of anderskleurige carrosseriedelen) een persoonlijke en unieke uitstraling kan geven.
De Vespa LX neemt qua modellijn een plaats in naast de grotere Vespa Granturismo.
De Vespa LX wordt in de volgende vier variaties geleverd: 50cc-tweetakt, 50cc-viertakt, 125cc-viertakt en 150cc-viertakt. De 150cc wordt in Nederland niet geleverd, de 50cc-tweetakt wordt in Nederland ook nog als snorfiets geleverd. Deze versie heeft een volgens de Nederlandse wet begrensde constructiesnelheid van 25 km/uur en geld sinds 1 januari 2023 een helmplicht.
Alle LX-motoren worden gekoeld middels een geforceerde luchtkoeling.
De Vespa LX vervangt vanaf 2005 de Vespa ET-serie. De twee- en viertakt van de LX 50 zijn verkrijgbaar in de kleuren blauw, lichtblauw, zilvergrijs, rood, zwart en geel. De LX 125 is verkrijgbaar in de kleuren blauw, zilvergrijs, rood, zwart, geel en crèmekleur.